# James Florence
James Brian Florence (ur. 31 maja 1988 w Marietta) – amerykański koszykarz występujący na pozycji rozgrywającego, od 2023 zawodnik zespołu Sigortam.net Stambuł.
Podczas czwartego meczu finałów Polskiej Ligi Koszykówki w 2017 wyrównał rekord tej fazy rozgrywek. W spotkaniu przeciw drużynie Polskiego Cukru trafił osiem rzutów za 3 punkty. Tym samym wyrównał rezultat Joe Crispina (Anwil Włocławek) z finałów 2005 roku.
21 lipca 2016 podpisał umowę ze Stelmetem BC Zielona Góra. 28 lipca 2018 został zawodnikiem Arki Gdynia.
23 maja 2019 wyrównał rekord sezonu regularnego i ustanowił rekord rozgrywek play-off (2019), zdobywając 38 punktów w spotkaniu z Anwilem Włocławek. 18 sierpnia dołączył do libańskiego Champville. 11 grudnia został zawodnikiem BK Astana.
25 czerwca 2020 zawarł dwuletni kontrakt z Arged BM Slam Stalą Ostrów Wielkopolski. 30 lipca 2022 dołączył do Suzuki Arki Gdynia. 25 lipca 2023 został zawodnikiem tureckiego Sigortam.net Stambuł. 

## Osiągnięcia
Stan na 26 listopada 2023, na podstawie, o ile nie zaznaczono inaczej.
NCAA
- Najlepszy Pierwszoroczny Zawodnik Roku Konferencji Atlantic Sun (2007)
- Zaliczony do:
  - I składu:
    - konferencji Atlantic Sun (2007, 2009)
    - pierwszoroczniaków konferencji Atlantic Sun (2007)

  - II składu konferencji Atlantic Sun (2008, 2010)
- Lider konferencji Atlantic Sun w:
  - punktach (2007 – 19,2)
  - przechwytach (2009 – 2,2)
  - liczbie:
    - celnych (158) rzutów wolnych (2007)
    - oddanych (507) rzutów z gry (2008)

Klubowe
- Mistrz Polski (2017[12], 2021[13])
- Wicemistrz:
  - FIBA Europe Cup (2021)[14]
  - Chorwacji (2016)
- Brązowy medalista mistrzostw Polski (2019)[15]
- Zdobywca Pucharu Polski (2017, 2022[16])
- Finalista:
  - Pucharu Polski (2018, 2019[17])
  - Superpucharu Polski (2016[18], 2017[19], 2021[20])

Indywidualne
- MVP:
  - sezonu regularnego EBL (2019)[21]
  - finałów PLK (2017)[22]
  - miesiąca:
    - EBL (luty-marzec 2019)[23]
    - ligi ukraińskiej (listopad 2012/13)

  - kolejki ligi:
    - adriatyckiej (III rundy – 2014/15)
    - chorwackiej (V i XII rundy – 2015/16)
    - ukraińskiej (VI i X – 2011/12)
    - polskiej (26 – 2018/2019, 27 – 2022/2023)[24][25]
- Najskuteczniejszy zawodnik Energa Basket Ligi w sezonie 2018/19[26]
- Zaliczony do:
  - I składu:
    - EBL (2019)[21]
    - kolejki EBL (2, 27 – 2022/2023)[27][28]

  - III składu PLK (2017 przez dziennikarzy)[29]
- Lider:
  - strzelców:
    - ligi chorwackiej (2016)
    - Final Four Pucharu Chorwacji (2015)

  - ligi ukraińskiej w przechwytach (2012, 2013)